# Morkarla
Morkarla är kyrkbyn i Morkarla socken i Östhammars kommun i Uppland. SCB avgränsar här en småort från 2023.
Här ligger Morkarla kyrka och Morkarla skola.